# Minden elmúlik egyszer
A Minden elmúlik egyszer (Es geht alles vorüber) népszerű második világháborús német katonadal volt, legismertebb Lale Andersen előadásában. Magyar adaptációját Kelly Annával és Rácz Valival is lemezre vették.

## Története
Dallamát az operettjeiről ismert Fred Raymond (1900–1954) szerezte 1942 tavaszán, a Wehrmacht propagandakampánya során. A szöveget bevált librettistái, Max Wallner (1891–1951) és Kurt Feltz (1910–1982) írták. A belgrádi német katonai adó sikeresen népszerűsítette a dalt, amely a második világháború egyik kiemelkedő slágerévé vált.
A dalt még a háború alatt számos nyelvre lefordították, de csak azokban az országokban, amelyek Németországgal szövetségesek voltak vagy német megszállás alatt álltak. Az olasz változatot (Tutto passa e si scorda) különösen sokan adták elő, de lemezen illetve nyomtatásban megjelent Dániában (Alting faar jo en Ende), Hollandiában (Het gaat alles voorbij) és Horvátországban is. Ismert flamand, svéd, francia és cseh fordítása is.
Különleges szerepet játszott az 1943-as angol átköltés (Roll On The Blue Funnel), amelyet célzottan vetettek be a külföldre irányuló német propagandában, szintén Lale Andersen előadásában.
A slágernek számos náciellenes paródiája is született a háború alatt; ezek jellemzően a refrént forgatták ki, például: "Es geht alles vorüber, es geht alles vorbei, zuerst Adolf Hitler, dann seine Partei" ("Minden elmúlik egyszer, minden a végéhez ér, előbb Adolf Hitler, aztán a pártja is"). A paródiák következtében a dal megítélése a nemzetiszocialista körökben ellentmondásossá vált.
A dal egy sora hallható az A tizedes meg a többiek című filmben, Albert, az inas dudorássza a kifosztott, szebb napokat látott kastélyban.